# IC 2063
IC 2063  ist eine Spiralgalaxie vom Hubble-Typ Sab im Sternbild Eridanus am Südsternhimmel. Sie ist schätzungsweise 495 Millionen Lichtjahre von der Milchstraße entfernt und hat einen Durchmesser von etwa 85.000 Lj.

Im selben Himmelsareal befinden sich u. a. die Galaxien NGC 1561, NGC 1563, NGC 1564, IC 2064.
Das Objekt wurde am 14. Januar 1898 von Herbert Alonzo Howe entdeckt.